# Muswiese

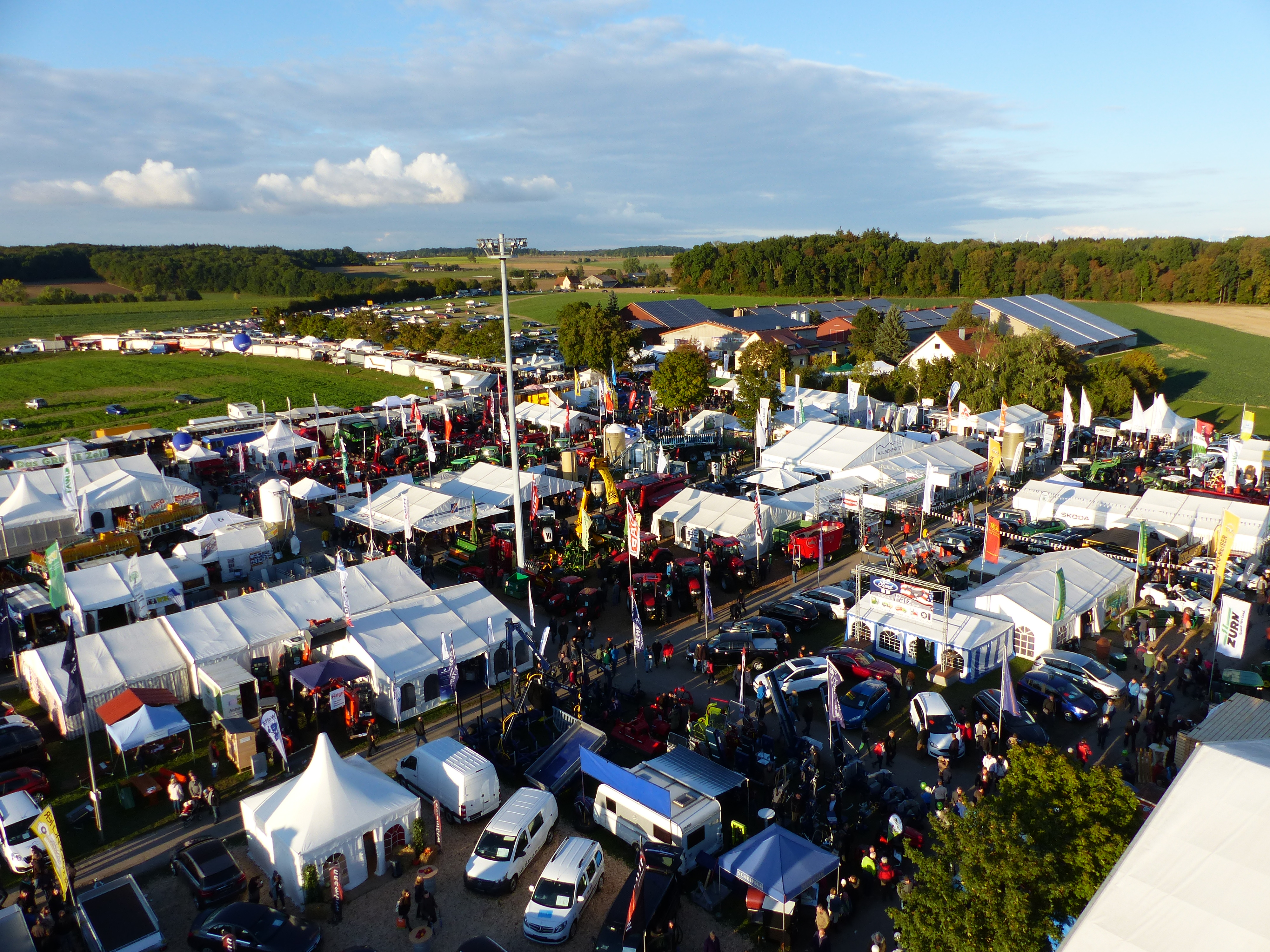
Blick über einen Teil der Muswiese 2016

Die Muswiese ist der älteste und größte Jahrmarkt in Hohenlohe. Sie findet jedes Jahr im Oktober in Musdorf bei Rot am See statt.

## Geschichte
Der Jahrmarkt entwickelte sich vermutlich aus der jährlichen Wallfahrt zur Kirche St. Michael in Musdorf. Die Lage des Ortes nahe einer Kreuzung der in West-Ost-Richtung verlaufenden historischen Salzhandelsstraße Hall–Rothenburg und der von Donauwörth über Crailsheim nach Mergentheim ziehenden Kaiserstraße begünstigten diesen Jahrmarkt. Die Ursprünge der Muswiese reichen möglicherweise bis in die Mitte des 12. Jahrhunderts zurück, als Musdorf zum Gebiet der Herren von Bebenburg gehörte; hierfür gibt es jedoch keine Belege. Der Nürnberger Burggraf Friedrich V. erwarb 1380 einen 2/3-Anteil der Herrschaft Bebenburg, 1405 fiel auch das letzte Drittel an die Burggrafen.
Die älteste Erwähnung eines Marktes in Musdorf steht in einem Urbar des Amtes Bebenburg der Burggrafschaft Nürnberg aus dem Jahr 1434. Nach dieser Quelle brachte der Jahrmarkt, der dort am Sankt Michaelistag stattfand, in durchschnittlichen Jahren Zolleinnahmen in Höhe von 15 Gulden. Aus diesem im Vergleich zu anderen Märkten in der Region hohen Ertrag lässt sich schließen, dass der Markt damals schon gut eingeführt und mit Marktrecht ausgestattet war.
Die Territorien der Nürnberger Burggrafen im Westen Frankens kamen 1486 durch Erbteilung an das neu entstandene Fürstentum Ansbach. In der ausführlichen Marktordnung, die 1530 in einem Salbuch des Amts Bebenburg verzeichnet wurde, war die Dauer des Marktes auf zwei Tage festgelegt. Die Gerichtsbarkeit in Angelegenheiten des Marktes lag bei den Vertretern der ansbach-brandenburgischen Landesherrschaft: dem Amtmann in Crailsheim, seinem Kastner zu Wiesenbach und dem Schultheiß von Musdorf. Der Marktfriede galt im Umkreis von einer Meile um Musdorf. Standplätze auf dem Markt wurden verlost. Die Bauern mussten beim Verkauf und Kauf von Vieh und Lebensmitteln einen Marktzoll entrichten, von den Handwerkern und Krämern wurde ein Standgeld erhoben. 1584 wurde der Markt bereits drei Tage lang abgehalten.
Die ansbach-brandenburgische Herrschaft hatte das Geleitrecht auf Fernstraßen für die Gebiete zwischen Königshofen im Norden, Dinkelsbühl im Süden, Rothenburg ob der Tauber im Osten und Geislingen am Kocher im Westen. Zwischen Blaufelden und Rot am See liefen alle diese Wege zusammen, der Markt im nahegelegenen Musdorf hatte auch aus diesem Grund über Jahrhunderte hinweg großen Zulauf.
Aus den Jahren 1617 bis 1649 sind die Amtsrechnungen des Kastenamts Bemberg erhalten, die Aufschluss über die Entwicklung des Marktes während des Dreißigjährigen Kriegs geben. Das Umgeld, das auf die ausgeschenkten Getränke erhoben wurde, belief sich 1618 auf 98 Gulden. Im Jahr darauf betrug es nur noch 40 Gulden, möglicherweise aufgrund von Geldknappheit. Zwischen 1620 und 1626 lagen die Erträge stabil zwischen 59 und 67 Gulden, nur im Inflationsjahr 1622 brachte das Umgeld 142 Gulden ein. Die Abrechnungen für 1627 und 1628 fehlen, in den Jahren 1629 und 1630 waren die Einnahmen aus dem Umgeld auf 31 bzw. 34 Gulden gesunken, 1632 waren es nur 7 Gulden, im Jahr darauf wieder 35. Von 1634 bis 1637 sowie 1645 fand die Muswiese offenbar nicht statt. Von 1640 an wurden keine Pferde mehr verkauft, der Auftrieb an Schweinen und Rindern schwankte stark.
Im Jahre 1705 wurden auf der Muswiese beispielsweise 4844 Maß Wein (etwa 4900 Liter), 280 Maß Weißbier und 17 Maß Branntwein ausgeschenkt. Aufgrund dieser Getränkeumsätze wurde ein Umgeld von 18 Gulden 15 Kreuzern erhoben. Die Besucherzahl wurde anhand der ausgeschenkten Getränke auf 5000 bis 6000 Personen geschätzt, die sich auf vier Tage verteilten.
Das Amt Wiesenbach, zu dem Musdorf gehörte, fiel 1806 an das Königreich Bayern. Bayern trat die westlichen Teile des ehemaligen Fürstentums Ansbach 1810 an das Königreich Württemberg ab. Durch den zweimaligen Wechsel der Landesherrschaft fielen einige der althergebrachten Marktsteuern weg. Der Muswiesenmarkt hatte zwischen 1823 und 1843 eine Blütezeit, während der zweiten Hälfte des 19. Jahrhunderts ging seine Bedeutung zurück. Um 1863 dauerte der Markt jeweils acht Tage.
Aufgrund des Ersten Weltkriegs fand der Muswiesenmarkt von 1914 bis 1920 nicht statt. Die Gesamtgemeinde Rot am See erwarb 1920 für 500 Papiermark sämtliche Marktgerätschaften (Buden usw.) vom Staat, seit 1921 veranstaltet sie den Jahrmarkt selbst.
In den Jahren 1949 und 2009 trat die Traber-Familie auf der Muswiese mit dem Hochseil auf.
In den Jahren 2020 und 2021 fand die Muswiese aufgrund der Corona-Pandemie nicht statt.

## Termin und Dauer

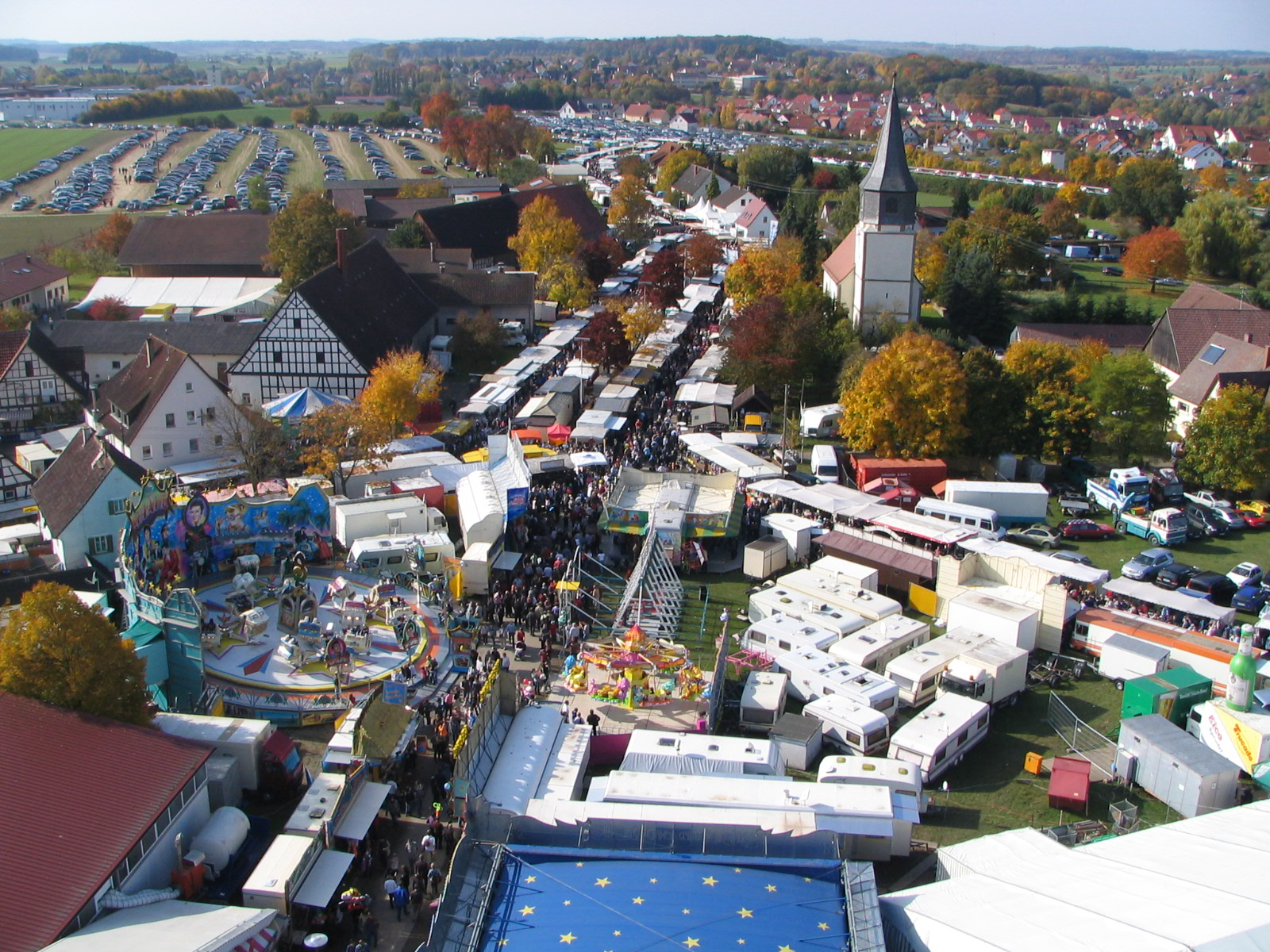
Blick aus dem Riesenrad auf die Michaelskirche und einen Teil des Muswiesen-Geländes (2008)

Laut der ersten urkundlichen Erwähnung 1434 fand der Markt am Michaelistag statt, dem 29. September. Im Salbuch von 1530 war die Dauer des Marktes auf den Vortag des Michaelistags und den ganzen Michaelistag festgelegt.
Um das Jahr 1700 dauerte der Markt üblicherweise drei Tage an: der Vormarkt oder Viehmarkt am Vortag, der „rechte Markt“ am St. Michaelstag und der Nachmarkt am Folgetag. Bei ungünstigem Wetter an den eigentlichen Markttagen konnte die Muswiese um einen oder zwei Tage verlängert werden. Durch Einführung des Gregorianischen Kalenders im Jahre 1700 verschob sich der Michaelistag „alten Kalenders“ auf den 10. Oktober. Den Michaelistag „neuen Kalenders“ (29. September) wollte man nicht als Termin für den Muswiesenmarkt nehmen, weil an diesem Tag bereits ein Markt in Königshofen stattfand. Also blieb man zunächst beim 10. Oktober.
Der Markt konnte immer noch auf unterschiedliche Wochentage fallen, was Nachteile mit sich brachte. Wenn der Tag des Viehmarkts auf einen Samstag fiel, blieben die jüdischen Viehhändler zuhause und es wurde kaum Vieh verkauft. 1705 und 1710 verboten die hohenlohischen Grafschaften ihren Untertanen, den Markt am Sonntag zu besuchen. Von 1712 an wurde die Muswiese von Dienstag bis Freitag in der Woche abgehalten, in die „alt Michaelis“ fiel.
Im 19. Jahrhundert richtete sich die Festlegung des Termins nach dem Kalendertag Burkhardi, dem 14. Oktober. In der Woche, in die Burkhardi fiel, war von Dienstag bis Samstag Muswiese. Während der Blütezeit des Muswiesenmarkts in der ersten Hälfte des 19. Jahrhunderts begann der Markt bereits am Montag und ging bei schlechtem Wetter bis Samstag oder Sonntag. Die Kreisregierung verbot 1840, den Markt bis zum Sonntag auszudehnen. Wegen der zurückgehenden Bedeutung des Markts wurde er 1888 auf Dienstag bis Freitag begrenzt. Von 1909 an fand er nur noch drei Tage lang statt, von Dienstag bis Donnerstag.
Heute beginnt die Muswiese an einem Samstag und dauert bis Donnerstag. Montag ist Ruhetag.

## Marktgebräuche
In der Musdorfer Michaeliskapelle hielt der zuständige Pfarrer aus Rot am See jährlich am Hauptmarkttag eine „Marktpredigt“. Seit Einführung der Reformation war das der einzige Gottesdienst, der dort noch regelmäßig stattfand.
Der „Metzgertanz“ geht möglicherweise auf das Mittelalter zurück, aber wahrscheinlich ist er erst gegen Ende des Dreißigjährigen Kriegs entstanden. Als erste indirekte Erwähnung kann ein Verbot „unflätiger Nachttänze“ im Salbuch von 1700 gedeutet werden, 1704 taucht ein Vorfall während des Tanzes im Verzeichnis der verhängten Geldbußen auf. Die Metzger sollen der Überlieferung zufolge den Markt nachts zusammen mit ihren Hunden bewacht und vor der Plünderung durch Räuber bewahrt haben. Zum Dank erhielten sie als einzige Berufsgruppe das Recht, am ersten Hauptmarkttag von abends 7 Uhr an um ein Feuer tanzen zu dürfen. Das Feuerholz und der Wein dazu wurden von der Herrschaft gestellt, die auf dem Markt anwesenden Spielleute mussten dazu abwechselnd aufspielen.
Handwerker, die zum ersten Mal auf dem Muswiesenmarkt Waren anboten, wurden von ihren Kollegen gehänselt. Sie wurden am Auslegen der Waren gehindert, bis sie zwischen 2 und 6 Gulden „zum Vertrinken“ ausgegeben hatten. Die Folge war, dass einige Handwerker nicht auf den Markt kamen, wenn sie dort ohnehin nur bescheidene Umsätze erwarteten. Den Bettlern wurde dieser Brauch 1727 verboten. Im Jahr darauf versuchte ein fürstliches Dekret das „exzessive Hänseln“ der Handwerker einzuschränken, indem jeder Neuling das Recht hatte, beim Kastner um Schutz und Vermittlung zu bitten, falls er sich nicht mit seinen Kollegen gütlich einigen konnte. Die Stadt Rothenburg beantragte 1729, die Rothenburger Schuhmacher vom Hänseln zu befreien, und etwas später, den Brauch ganz abzuschaffen. Er blieb jedoch bestehen, 1736 erging ein Befehl des Kastners, dass die Hänselungszechen auf der Muswiese selbst „vollbracht“ werden mussten. 1797 musste jeder Neuling 15 Kreuzer Hänselgeld an die Herrschaft entrichten, 1809 entfiel diese Abgabe wieder.

## Angebot

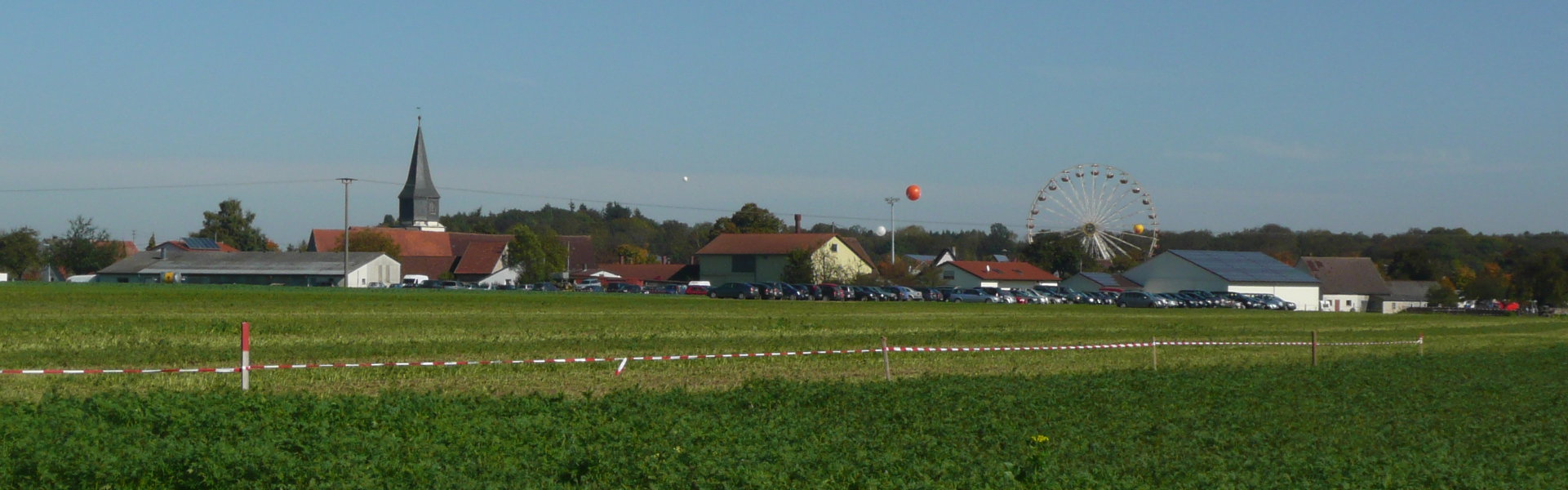
Musdorf zur Zeit der Muswiese 2010

Der Jahrmarkt umfasst ungefähr 280 Verkaufsstände, einen Vergnügungspark mit Fahrgeschäften und eine Landwirtschafts- und Gewerbeausstellung. Außer Imbissbuden und Festzelten bieten auf der Muswiese auch einige Bauernwirtschaften Beköstigung an.
Seit 1984 findet am Muswiesen-Samstag der Muswiesenlauf statt, ein Volkslauf über 10 Kilometer.
Seit 1979 wird jährlich ein Muswiesentaler gedruckt. Auf der Vorderseite ist das Ortswappen von Rot am See eingeprägt. Die Prägung auf der Rückseite behandelt aktuelle und traditionelle Themen rund um die Muswiese.
Bei der Mittelstandskundgebung 2022 war Rezzo Schlauch der Hauptredner.
Die Muswiese wird an zwei Haltestellen von sieben Linien des sogenannten Muswiesen-Busses angefahren. Die Busse des Verkehrsverbunds KreisVerkehr Schwäbisch Hall befördern während des Jahrmarktes Besucher aus nahe gelegenen Orten zur Muswiese und zurück.